# Aboadela, Sanche e Várzea
Aboadela, Sanche e Várzea (oficialmente: União das Freguesias de Aboadela, Sanche e Várzea) é uma freguesia portuguesa do município de Amarante, com 30,45 km² de área e 1447 habitantes (censo de 2021). A sua densidade populacional é 47,5 hab./km².

## História
Foi constituída em 2013, no âmbito de uma reforma administrativa nacional, pela agregação das antigas freguesias de Aboadela, Sanche e Várzea com sede em Aboadela.

## Demografia
A população registada nos censos foi:
| Distribuição da População por Grupos Etários | Distribuição da População por Grupos Etários | Distribuição da População por Grupos Etários | Distribuição da População por Grupos Etários | Distribuição da População por Grupos Etários | Distribuição da População por Grupos Etários |
| -------------------------------------------- | -------------------------------------------- | -------------------------------------------- | -------------------------------------------- | -------------------------------------------- | -------------------------------------------- |
| Antes da agregação                           |                                              |                                              |                                              |                                              |                                              |
| Ano                                          | 0-14 anos                                    | 15-24 anos                                   | 25-64 anos                                   | >= 65 anos                                   | Total                                        |
| 2001                                         | 451                                          | 325                                          | 884                                          | 313                                          | 1973                                         |
| 2011                                         | 262                                          | 238                                          | 839                                          | 336                                          | 1675                                         |
| Após a agregação                             |                                              |                                              |                                              |                                              |                                              |
| Ano                                          | 0-14 anos                                    | 15-24 anos                                   | 25-64 anos                                   | >= 65 anos                                   | Total                                        |
| 2021                                         | 173                                          | 184                                          | 725                                          | 365                                          | 1447                                         |